# غيرترود فايل
غيرترود فايل
غيرترود فايل، (11 ديسمبر 1879 - 3 مايو 1971)، ناشطة اجتماعية أمريكية شاركت في مجموعة واسعة من القضايا التقدمية/اليسارية والمثيرة للجدل، مثل حق المرأة في التصويت والعمل والحقوق المدنية.

## السيرة الذاتية
حياتها المبكرة
وُلدت فايل في 11 ديسمبر من عام 1879 لوالديها هنري ومينا فايل (روزنتال)، وهما من أصل يهودي ألماني وعاشت العائلة في مدينة غولدزبورو بولاية نورث كارولينا. هاجر والد فايل، هنري، من هامبورغ-ألمانيا في عام 1860، عندما كان يبلغ من العمر أربعة عشر عامًا، بعد شقيقه، هيرمان فايل، الذي قاتل لاحقًا في الجيش الكونفدرالي أثناء الحرب الأهلية الأمريكية. نشأت فايل في غولدزبورو بولاية نورث كارولينا في منزل أصبح ومدرجًا الآن في السجل الوطني للأماكن التاريخية. نظرًا لكونها أسرة ثرية، وظّفت عائلة فايل عمال منزليين، متضمنين موظفين بيض وسود. في عام 1883، بعد 17 عامًا فقط من تشكيل أول تجمع يهودي في نورث كارولينا، ساعد والدا غيرترود وأجدادها وخالاتها وأعمامها في تشكيل مجمع غولدزبورو أوهيب شولوم.

### التعليم
تلقت فايل تعليمها في المدارس العامة داخل مجتمعها في غولدزبورو. استكمل والدا فايل تعليمها في كل من المدرستين الألمانية والعبرية.

#### مدرسة هوراس مان (1895–1897)
عندما كانت فايل تبلغ من العمر 16 عامًا، خلال عام 1895، أُرسلت إلى مدينة نيويورك للالتحاق بمدرسة هوراس مان. خلال هذا الوقت في المدرسة، بدأت فايل كتابة الرسائل إلى عائلتها، ناقلة إليهم تجاربها في نيويورك. خلال فترة وجودها في مدرسة هوراس مان، تعرفت فايل على مارغريت ستانتون لورانس، ابنة إليزابيث كادي ستانتون. كانت مارغريت معلمة فايل للتربية البدنية. وكان لها تأثير مبكر على فايل، لكن على الرغم من ممارسة النشاط البدني المستمر طوال حياتها، عانت فايل من إعاقة جسدية بسبب انحناء عمودها الفقري وشُخّص مرضها خلال فترة وجودها في المدرسة.

#### كلية سميث (1897–1901)
بعد التحاقها بمدرسة هوراس مان، واصلت فايل تعليمها في كلية سميث، وهي جامعة نسائية في نورثهامبتون ماساتشوستس. عاشت فايل خلال سنتها الأولى في كلية سميث في منزل ماري لويز كابل، شقيقة الروائي جورج واشنطن كابل، الذي عارض العبودية والعنصرية في كتاباته. خلال فترة وجودها في الكلية حضرت محاضرات حول عدم المساواة بين الجنسين، ومحاضرات حول دور المرأة في مواجهة العدالة الاجتماعية، شكلت هذه التجارب لاحقًا الأساس لعمل فايل في المستقبل.
في عام 1899، أنشأت مينا والدة فايل نادي غولدزبورو النسائي وكرست النادي للروائية النسوية شارلوت بيركنز غيلمان، التي كانت قد سمعتها تتحدث في عام 1898. كانت فايل على دراية بتأثير غيلمان على والدتها، وكتبت مينا في رسالة لها وصفت فيها محاضرة غيلمان حول (المرأة الجديدة). ركز النادي النسائي على خدمة المجتمع النسائي، بالإضافة إلى الاجتماع لمناقشة أدوار المرأة في العمل الاجتماعي والإصلاح. كان لمعتقدات مينا ومشاركتها في الأندية النسائية تأثير دائم على فايل لاحقًا.
خلال انتخابات عام 1900، لم تُمنح النساء حق التصويت في الولايات المتحدة، ولكن بعض النساء في كلية سميث، ومنهم فايل، شاركن في انتخابات رئاسية وهمية. كانت النتائج النهائية للانتخابات الوهمية 761 لماكينلي و73 لبريان. لم تكشف فايل عن المرشح الذي صوتت لصالحه، لكن هذه التجربة أدخلت فايل على عالم السياسة وأثرت على مشاركتها لاحقًا في حركة حق المرأة في التصويت.
في أبريل 1901، سافرت فايل إلى نيويورك لزيارة منازل المستوطنات. خلال نفس الرحلة، زارت أيضًا أحياء المهاجرين الإيطالية والصينية.
في عام 1901، أصبحت فايل أول خريجة في كلية سميث في نورث كارولينا.